# District de Pali
Le district de Pali est un district de l'État du Rajasthan en Inde.

## Tourisme
Le Om Banna est un temple hindouiste sur la route de Pali. Le temple Parshuram Mahadev dédié à Shiva.

## Géographie
Le district est le siège de Quarante trois barrages, et le cours d'eau le plus important est la rivière Luni longue de 490 km.

## Administration
Il y a neuf  tehsils dans ce district qui sont : Sojat, Marwar Junction, Jaitaran, Raipur, Sumerpur, Bali, Pali, Rohat et Desuri.

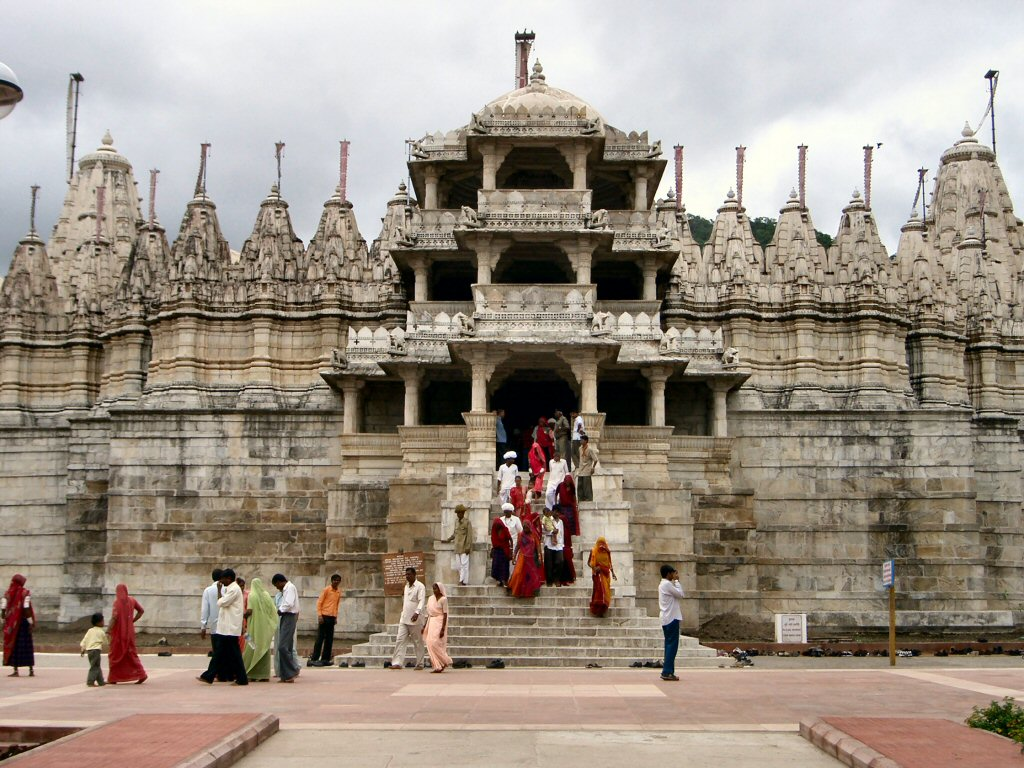
Temple Jain à Ranakpur.
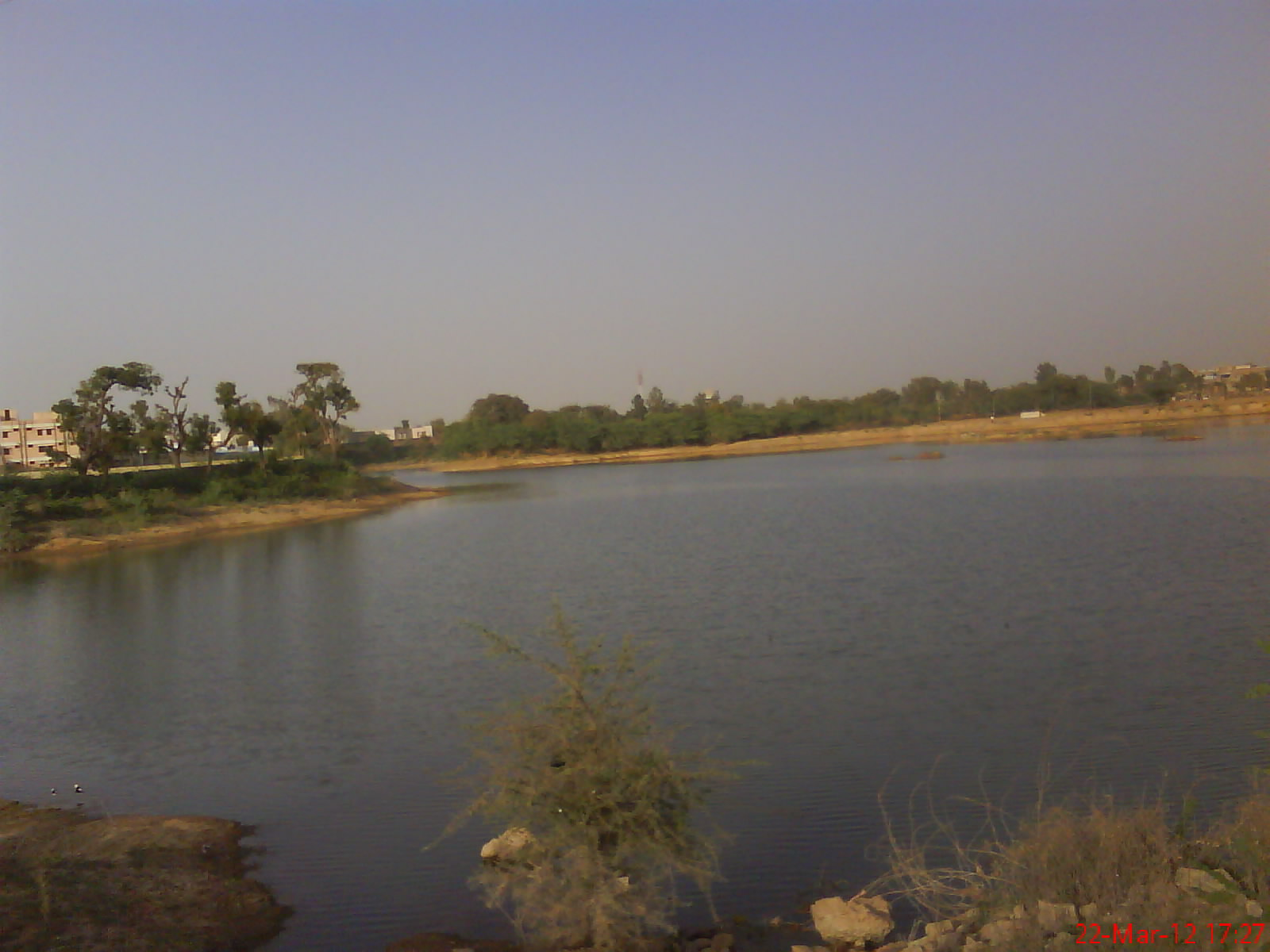
à Takhatgarh.
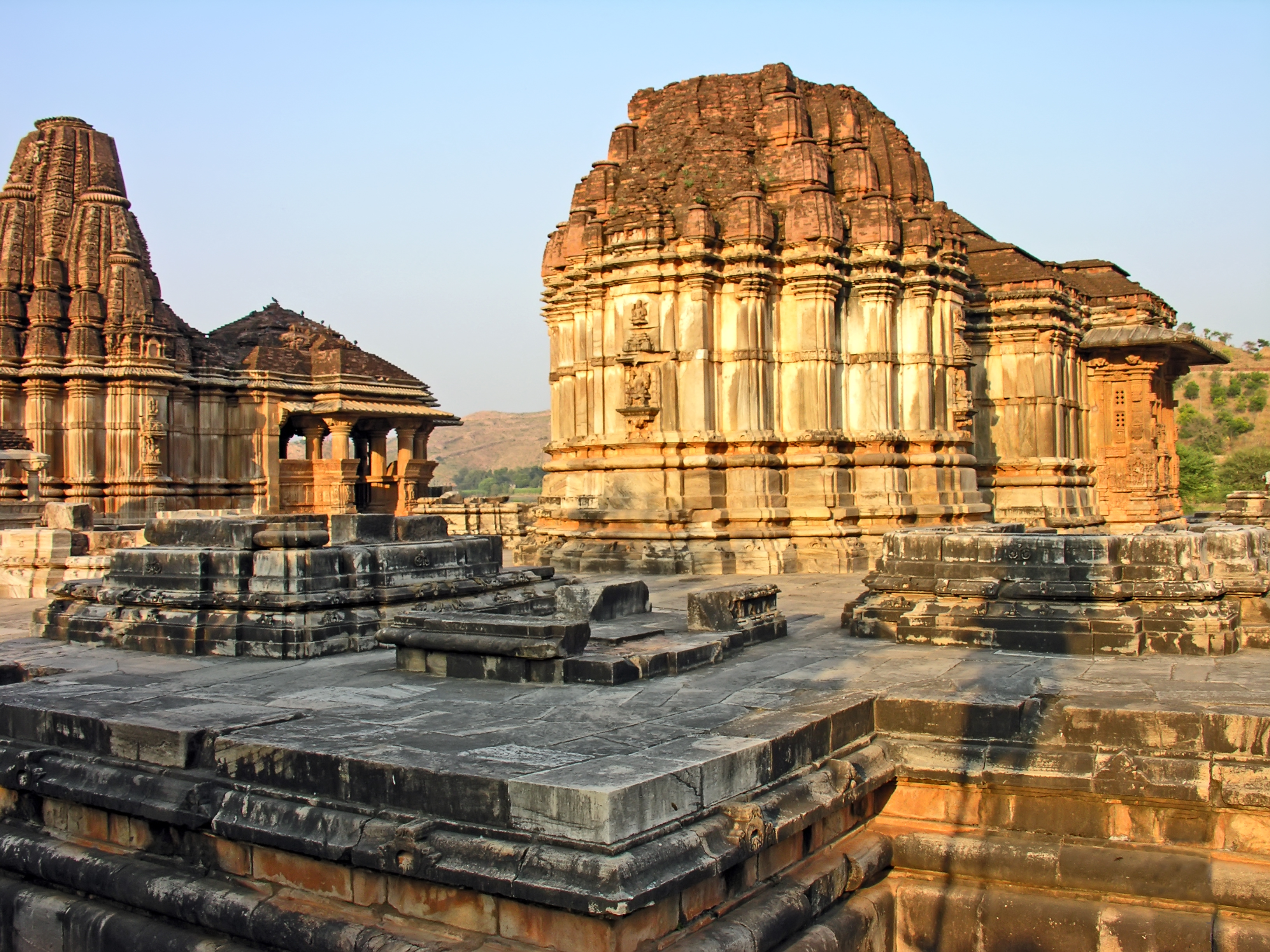
Temple à Mirabai.